# Napaea malis
Napaea malis är en fjärilsart som beskrevs av Frederick DuCane Godman 1903. Napaea malis ingår i släktet Napaea och familjen Riodinidae. Inga underarter finns listade i Catalogue of Life.